# Centre technique de coopération agricole et rurale
 (mai 2016).
Pour les articles homonymes, voir CTA.

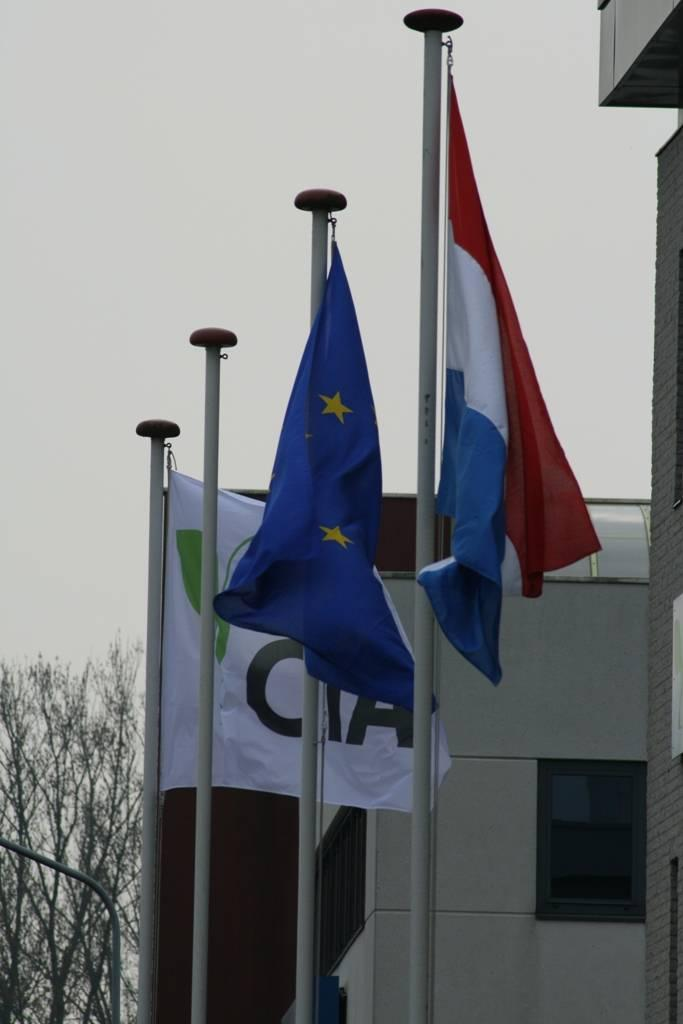
CTA, les drapeaux de l'Union Européenne et des Pays-Bas flottant au vent devant le siège du CTA à Wageningue, Pays-Bas

 Le Centre technique de coopération agricole et rurale ACP-UE (CTA) a été créé en 1983, à la suite de la convention de Lomé entre 79 pays d’Afrique, des Caraïbes et du Pacifique (Pays ACP) et les États membres de l'Union européenne. Depuis 2000, le CTA agit dans le cadre de l'accord de Cotonou ACP-UE avec pour mission de « renforcer la politique et le développement des capacités institutionnelles ainsi que les capacités de gestion de l’information et de communication d’organisations de développement agricole et rural des ACP afin de les aider à formuler et mettre en œuvre des politiques et programmes visant à réduire la pauvreté, à promouvoir la sécurité alimentaire, et à préserver les ressources naturelles et donc de contribuer à accroître l’autonomie des Etats ACP dans le domaine du développement agricole et rural.
Le travail du CTA porte sur trois domaines clés :
- fournir des produits et services d’information (i.e. publications, service Question – Réponse (SQR) et service d’abonnement aux bases de données)
- promouvoir l’usage des canaux de communication, traditionnels et nouveaux, afin d’améliorer la circulation/la dissémination de l’information (i.e. e-communautés, portails Web, séminaires et visites d’études)
- renforcer les capacités en matière de gestion de l’information et de la communication (GIC), TIC pour le développement (ICT4D) et web 2.0 pour le développement (Web2forDev), principalement  au travers de formations et partenariats avec les organisations ACP et autres organisations internationales.

## Pays
Le Centre, qui est basé à Wageningue, Pays-Bas, est actif dans soixante-dix neuf Pays ACP.

## Financement
Les ressources du CTA proviennent principalement du Fonds européen pour le développement (FED), mais aussi d’autres programmes ou pays Européens qui peuvent assigner leur  emploi ou encore offrir un cofinancement pour des opérations spécifiques.
En 2020, à l'expiration de l'accord de Cotonou, en raison de la disparition du cadre légal de son financement, le CTA cesse d'exister.